# Mezon φ
Mezon φ [mezón fi] (oznaka {\displaystyle \varphi \,}) je mezon, ki spada med vektorske mezone. Sestavlja ga kvark s in njegov antikvark. 

## Pregled mezonov φ
| ime delca | oznaka delca | antidelec oznaka | kvarki                        | mirovna masa (MeV/c2) | IG | JPC | S | C | B' | srednji življenjski čas (s) | razpad (>5% vseh razpadov)                           |
| --------- | ------------ | ---------------- | ----------------------------- | --------------------- | -- | --- | - | - | -- | --------------------------- | ---------------------------------------------------- |
| mezon φ   | φ(1020)      | sam sebi         | {\displaystyle s{\bar {s}}\,} | 1,019.445 ± 0.020     | 0− | 1−  | 0 | 0 | 0  | 1,55±0,01.10-22             | K+ + K- ali K0S + K0L ali ρ + π oziroma π+ + π0 + π- |